# União das Freguesias de Crasto, Ruivos e Grovelas
Die União das Freguesias de Crasto, Ruivos e Grovelas ist eine portugiesische Gemeinde (Freguesia) im Kreis (Concelho) Ponte da Barca im Nordwesten Portugals.

## Geschichte
Die Gemeinde entstand im Zuge der Gebietsreform vom 29. September 2013 durch die Zusammenlegung der ehemaligen Gemeinden Crasto, Ruivos und Grovelas. Crasto wurde Sitz der neuen Verwaltung.

## Demographie
| Freguesia | Freguesia                 | Freguesia | Freguesia       | ehemalige Freguesias | ehemalige Freguesias | ehemalige Freguesias | ehemalige Freguesias |
| --------- | ------------------------- | --------- | --------------- | -------------------- | -------------------- | -------------------- | -------------------- |
| Wappen    | Freguesia                 | Einwohner | Fläche in (km²) | Wappen               | Freguesia            | Einwohner            | Fläche in (km²)      |
|           | Crasto, Ruivos e Grovelas | 768       | 9,92            |                      | Crasto               | 458                  | 4,97                 |
|           | Crasto, Ruivos e Grovelas | 768       | 9,92            | Ruivos               | 221                  | 2,23                 |                      |
|           | Crasto, Ruivos e Grovelas | 768       | 9,92            | Grovelas             | 203                  | 2,72                 |                      |